# Paul Albera

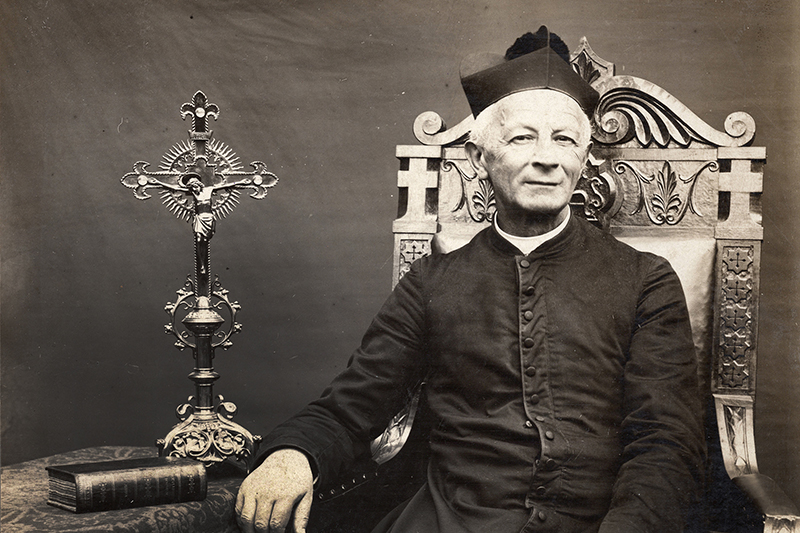
Paolo Albera – "Le petit Don Bosco"

Paul Albera SDB (ital.: Paolo, * 6. Juni 1845 in None; † 29. Oktober 1921) war von 1910 bis 1921 der Generalober der Ordensgemeinschaft Salesianer Don Boscos.

## Leben
Paul Albera wurde am 6. Juni 1845 in None (zwischen Turin und Pinerolo im Piemont/Italien) geboren. Im Oktober 1858 begegnete er erstmals Don Johannes Bosco und trat in dessen Oratorium in Turin ein. Bereits am 1. Mai 1860 wird dem nur fünfzehnjährigen Studenten erlaubt, nach den damaligen Regeln der Salesianer Don Boscos zu leben, am 27. Oktober 1861 wird er als Kleriker eingekleidet und am 14. Mai 1862 gehört er zu den ersten 22 Salesianern Don Boscos, die öffentlich ihre Gelübde ablegen. Am 2. August 1868 wird er zum Priester geweiht. 1871 mit nur sechsundzwanzig Jahren wird er Direktor des Salesianerhauses in Marassi, ein Jahr später in Sampierdarena bei Genua. 1881 geht er als Provinzial nach Frankreich und bleibt dies bis 1892, als er vom Nachfolger Don Boscos nach Turin zurückgerufen wird. 1900 wird er Don Michael Ruas Repräsentant für den amerikanischen Kontinent. 1910 nach dem Tod Ruas wird er am 16. August selbst 3. Nachfolger Don Boscos und bleibt dies, bis er am 29. Oktober 1921 stirbt. In seine Amtszeit fällt der Erste Weltkrieg.

## Ehrungen
Nach ihm sind benannt:
- Via Paolo Alberà in Rom
- Via Paolo Albera in Mileto
- Piazza Don Paolo Albera in Turin